# André Haber
André Haber (* 5. Juli 1986 in Meerane) ist ein deutscher Handballtrainer. Von September 2018 bis Oktober 2022 war er Cheftrainer beim SC DHfK Leipzig in der Handball-Bundesliga.

## Laufbahn
André Haber begann im Alter von zehn Jahren bei einem Schulturnier mit dem Handball und spielte anschließend bis zur A-Jugend beim SV Motor Meerane und SHC Meerane. 2006 ging Haber nach Leipzig, studierte dort Sportwissenschaften und wurde früh Trainer.

### Vereinstrainer
Ab 2008 arbeitete Haber als Trainer für den SC DHfK Leipzig. Dort trainierte er unter anderem die E-Junioren und in der Handball-Akademie Leipzig/Delitzsch die A-Jugend und C-Jugend, mit der er 2012 Mitteldeutscher Meister wurde. Parallel spielte er selbst noch für die zweite Mannschaft der Spielgemeinschaft DHfK Leipzig/NHV Delitzsch in der sächsischen Verbandsliga. Im Mai 2012 wurde Haber als Nachfolger von Sven Strübin neuer Co-Trainer der ersten Mannschaft der Leipziger in der 2. Handball-Bundesliga. Unter Cheftrainer Uwe Jungandreas war er in der Saison 2012/13 vorrangig für die Leistungsdiagnostik der Spieler, Videoanalysen, die Mitgestaltung der Trainingspläne sowie Betreuung der Pflichtspiele zuständig. Nach der Entlassung von Jungandreas, war Haber im Mai 2013 für vier Spiele Co-Trainer unter Michael Biegler, der als Interimstrainer den Klassenerhalt sicherte. Anschließend wurde Haber selbst Interimstrainer und betreute die Leipziger in den letzten beiden Saisonspielen erstmals als Cheftrainer.
Zur Saison 2013/14 übernahm Haber wieder das Amt des Co-Trainers unter dem neuen Cheftrainer Christian Prokop. 2015 stiegen beide gemeinsam mit Leipzig in die Handball-Bundesliga auf. Parallel zu seiner Tätigkeit als Co-Trainer der Profimannschaft arbeitete Haber auch als Jugendtrainer, wurde mit der Leipziger A-Jugend 2015 und 2016 Deutscher Meister.
Nachdem Prokop ab Sommer 2017 neuer Handball-Bundestrainer wurde, übernahm Haber zur Saison 2017/18 das Amt des Cheftrainers übergangsweise bis Dezember 2017, da der als neuer Cheftrainer verpflichtete Michael Biegler noch bis Ende 2017 als deutscher Frauen-Bundestrainer arbeitete. Im Januar 2018 wurde Haber dann wieder Co-Trainer unter Biegler. Im Mai 2018 kündigte der SC DHfK Leipzig an, dass Haber nach dem Vertragsende Bieglers ab Sommer 2020 wieder Cheftrainer werden sollte. Haber übernahm dann schon ab Herbst 2018 das Cheftrainer-Amt. Zunächst vertrat er im September 2018 den erkrankten Biegler. Nach dessen Freistellung wurde Haber ab Oktober 2018 offiziell Cheftrainer der Leipziger und unterschrieb im November 2018 einen Vertrag bis 2022, der zwischenzeitlich verlängert wurde. Nach nur vier Punkten aus den ersten acht Ligaspielen der Saison 2022/23 wurde er im Oktober 2022 freigestellt.
Haber trainiert seit der Saison 2023/24 den Zweitligisten HC Elbflorenz.

### Nationaltrainer
Neben seiner Tätigkeit als Vereinstrainer in Leipzig, wurde Haber im Frühjahr 2016 auch Co-Trainer der männlichen Jugend-Nationalmannschaft. Zum Jahresbeginn 2018 übernahm er das Amt als Junioren-Bundestrainer. Mit der U20-Nationalmannschaft gewann er bei der Europameisterschaft in Slowenien im Sommer 2018 die Bronzemedaille.